# Ramnusiínos
Ramnusiínos (Rhamnusiini) é uma tribo de cerambicídeos da subfamília Lepturinae.

## Gêneros
- Enoploderes Faldermann, 1837
- Neorhamnusium Hayashi, 1976
- Rhamnusium Latreille, 1829